# Helina acocerca
Helina acocerca este o specie de muște din genul Helina, familia Muscidae, descrisă de Feng și Ye în anul 2007. Conform Catalogue of Life specia Helina acocerca nu are subspecii cunoscute.